# Meimané
Meimané ou Meimana (em persa: میمنه; romaniz.: Meymaneh) é uma cidade do Afeganistão, capital da província de Fariabe. Segundo censo de 2019, havia 93 700 habitantes.